# Фронтальные стеллажи
Фронтальные стеллажи — металлические стеллажи для поддонов.  Стеллажи этого типа могут использоваться для многоярусного хранения любых грузов, размещенных не только на стандартных поддонах (1200*800 мм — европоддон или 1200*1000 мм — англоподдон), но и в контейнерах различных модификаций и размеров. 
Фронтальные стеллажи для склада применяются для многоярусного размещения грузов, что дает возможность рационально использовать пространство помещения. Основными конструктивными элементами фронтальных стеллажей являются:
- стойки;
- балки;
- перемычки;
- стяжки;
- закрещивания(элемент жесткости применяемы при необходимости) ;
- отбойники;
- элементы крепежа (болты, анкера, подпятники, гайки).

Существует несколько типов фронтальных стеллажей:
- широкопроходные фронтальные стеллажи
- узкопроходные фронтальные стеллажи
- стеллажи «двойной глубины»
- передвижные фронтальные стеллажи

Рассмотрим подробнее каждый из них:

## Широкопроходные фронтальные стеллажи
Фронтальные стеллажи, установленные с широкими проходами (2,5 — 3,5 м). Это самая простая и доступная по цене, а потому и самая распространённая схема установки стеллажей. Она не накладывает ограничений на тип используемой складской техники, но отличается низкой степенью использования площади склада (обычно около 40 % от общей площади). Такая схема расстановки стеллажей позволяет получить доступ ко всем единицам хранения.

## Узкопроходные фронтальные стеллажи
Фронтальные стеллажи, установленные с узкими проходами (1,5-1,9 м). Это с одной стороны, существенно повышает используемую площадь склада, а с другой стороны вынуждает использовать такой дорогостоящий тип техники, как узкопроходный штабелёр или ричтрак. Ричтраки и узкопроходные штабелёры могут обслуживать одновременно два стеллажа, что вместе с их высокой производительностью существенно увеличивает грузооборот склада. Этот тип расстановки стеллажей обычно используется в тех случаях, когда стоимость площади склада высока, есть возможность установить высокие стеллажи, необходимо обеспечить высокий грузооборот на складе при высокой номенклатуре грузов.

## Фронтальные стеллажи «двойной глубины»
Этот тип расстановки фронтальных стеллажей применяется в том случае, когда обычная широкопроходная схема не может обеспечить требуемой полезной площади склада (за счёт увеличения плотности расстановки стеллажей такая схема повышает полезную площадь склада). Конструктивно это фронтальные стеллажи расставленные по 2. Для обслуживания таких стеллажей требуется штабелёр либо вилочный погрузчик с телескопическими вилами. Телескопические вилы позволяют доставать поддоны с дальнего стеллажа сквозь ближний. Но поддон, находящийся на выдвинутых телескопических вилах, тяжелее уравновесить, поэтому приходится уменьшать массу поддонов находящихся на «внутренних» стеллажах. Доступ к поддонам, находящимся на внутренних стеллажах ограничен, что является существенным недостатком данной схемы расстановки стеллажей. Так же страдает скорость обработки грузов и грузооборот склада.

## Передвижные фронтальные стеллажи
Это фронтальные стеллажи, установленные на подвижные опоры, перемещающиеся по специальным рельсам с помощью электрического привода передвижения. При такой схеме расстановки стеллажей, между ними остаётся всего один проход, но благодаря подвижным опорам, можно сдвинуть стеллажи так, чтобы открыть доступ к интересующему нас стеллажу и ячейке хранения. Передвижные фронтальные стеллажи с одной стороны открывают доступ к любой единице хранения и обеспечивают очень высокий коэффициент использования склада, а с другой стороны обладают высокой стоимостью, энергопотреблением и требуют установки специальных систем управления и систем безопасности.

## Рама
Рама собирается из вертикальных стоек соединенных между собой диагоналями и горизонталями при помощи болтовых или клепочных соединений. Длина цельной стойки может достигать 14 метров. Используемое покрытие: оцинковка или порошковое покрытие. Стойка передает нагрузку на пол через пластину-основания.

## Балка
Балка представляет собой металлический профиль с зацепами по краям. Покрытие — порошковая краска. Стандартная длина балки (адаптирована под размеры поддона) — 1350 мм, 1800 мм, 2300 мм, 2700 мм, 3000 мм, 3300 мм, 3600 мм, 3900 мм — 4500 мм.

## Преимущества
- Свободный доступ к грузу.
- Относительно низкая стоимость

## Недостатки
- Сокращение складского пространства за счет большого количества межрядных проходов.